# Georgian Păun
Georgian Păun (n. 24 octombrie 1985, Ploiești, România) este un fotbalist român liber de contract, care joacă pe post de atacant.
Și-a început cariera la Astra Ploiești, alături de care a debutat în Liga I în 2002. După fuziunea dintre Astra și Petrolul Ploiești, Păun a fost împrumutat la mai multe cluburi între care Conpet Ploiești sau FC Gloria Buzău după care a revenit la Astra, în Divizia C. De acolo a fost adus la Dinamo București unde a jucat două meciuri în Liga I în sezonul 2007-2008 și o partidă în Cupa României, cu Sănătatea Cluj, în care a și marcat un gol. A fost în continuare împrumutat la Astra Ploiești și Politehnica Iași.